# Warrego Highway
Der Warrego Highway ist eine Fernverkehrsstraße im Süden des australischen Bundesstaates Queensland. Er verläuft über 720 km zwischen Charleville im Südwesten des Staates und Ipswich, einem westlichen Vorort der Hauptstadt Brisbane. Er ist Teil des australischen Highway-Systems und wichtiger Bestandteil der Verbindung zwischen Brisbane und Darwin. Gleichzeitig ist er eine wichtige Verbindung der ländlichen Regionen im Südwesten von Queensland mit dem Ballungsgebiet um die Hauptstadt Brisbane.

## Verlauf
Der Warrego Highway beginnt in Charleville, einer Kleinstadt im Südwesten Queenslands. Diese liegt am Warrego River, von welchem auch der Highway seinen Namen erhielt. Von Charleville aus verläuft die Straße in östlicher Richtung. Nach etwa 90 km stößt der Landsborough Highway (NA2) von Longreach und Cloncurry im Norden her kommend auf den Warrego Highway.
Danach verläuft der Warrego Highway weiter über 180 km in Richtung Osten nach Roma, einer Stadt inmitten großer Erdgasvorkommen, die zur Energieversorgung des Landes genutzt werden. In Roma trifft der Carnarvon Highway (A55) von St. George kommend auf den Warrego Highway. Nach weiteren 140 km ist die Kleinstadt Miles erreicht. Hier kreuzt der in Nord-Süd-Richtung verlaufende Leichhardt Highway (A5). Der Warrego Highway verläuft weiter in Richtung Osten, bis er Dalby erreicht. In Dalby treffen von Nordosten der Bunya Highway (S49), der von Kingaroy nach Dalby führt und von Südwesten her der Moonie Highway (S49), der von St George nach Dalby verläuft, aufeinander.
Der Warrego Highway verläuft dann 85 km in südöstliche Richtung nach Toowoomba, der zweitgrößten Stadt Australiens, die nicht an der Küste, sondern im Landesinneren liegt. Dort kreuzt der in Nord-Süd-Richtung verlaufende New England Highway (A3). Von Goondiwindi im Südwesten her kommend, trifft zusätzlich der Gore Highway (A39) in Toowoomba auf den Warrego Highway.
Die letzten 100 km seines Weges verläuft der Warrego Highway wieder in Richtung Osten, bis er Ipswich erreicht. Kurz vor der Stadt trifft der Brisbane Valley Highway (R17) von Norden auf den Warrego Highway, kurz hinter Ipswich der Cunningham Highway (N15) von Warwick im Südwesten. Durch die Vereinigung der beiden Fernstraßen entsteht der Ipswich Motorway (M2).
Der höchste Punkt im Verlauf des Highways liegt auf 665 m, der niedrigste auf 4 m.

## Literatur

Entfernungsangaben am Warrego Highway von Brisbane aus